# Onthophagus yukae
Onthophagus yukae là một loài bọ cánh cứng trong họ Bọ hung (Scarabaeidae).